# Петров Сергій Володимирович (футболіст)
Сергі́й Володи́мирович Петро́в (нар. 21 травня 1997, Євпаторія, Україна) — український футболіст, нападник. Колишній гравець юнацької збірної України U-16 та молодіжної збірної України.

## Біографія

### Ранні роки
Починав займатися футболом у Володимирі-Волинському в академії БРВ-ВІК, за команду якого виступав у ДЮФЛУ з 2011 по 2013 роки. Будучи гравцем цього колективу, викликався наставником юнацької збірної України Олегом Кузнєцовим на навчально-тренувальний збір для підготовки до Меморіалу Баннікова.
На початку 2014 року Петров продовжив навчання у футбольній школі луцької «Волині» і вже через кілька місяців почав грати в юнацькій команді клубу Прем'єр-ліги. Протягом цього року нападник зіграв за юнацьку, а пізніше — і молодіжну команду лучан 28 ігор, в яких забив 2 голи. У середині року в одному з післяматчевих інтерв'ю наставник основного складу «волинян» Віталій Кварцяний назвав Петрова «дуже цікавим футболістом» і сказав, що лише травма завадила йому дебютувати в той день в його команді, а в подальшому інтерв'ю порівняв його зі Златаном Ібрагімовичем.

### Клубна кар'єра
Восени 2014 року Петров проходив збори в Туреччині з основним складом «Волині», після чого навесні 2015 у першому матчі після відновлення чемпіонату вийшов на матч Прем'єр-ліги проти «Дніпра» в стартовому складі. У дебютному матчі 198-сантиметровий форвард зумів виграти 8 з 15 єдиноборств вгорі і 10 із 21 в атаці і, на думку оглядача порталу football.ua, крім старанності нічим не запам'ятався. Після цієї гри Петров повернувся в молодіжну та юнацьку команди, де до кінця сезону встиг відзначитися 7 забитими голами. Загалом за основний склад лучан провів 40 матчів та забив чотири м'ячі в Прем'єр-лізі, 5 матчів — у Першій лізі та 3 — у Кубку України.
3 вересня 2018 року став гравцем «Львова», підписавши контракт за схемою «1+2».
30 серпня 2019 року став гравцем харківського «Металіста 1925». Дебютував за «жовто-синіх» 4 вересня того ж року, вийшовши на поле на 73-ій хвилині матчу «Гірник-Спорт» — «Металіст 1925» (1:2) замість Владислава Кравченка. Всього провів у складі харків'ян два матчі. 13 січня 2020 року припинив співпрацю з «Металістом 1925».
14 лютого 2020 року підписав контракт з першоліговим клубом «Агробізнес». Наприкінці листопада 2021 року покинув волочиський клуб.